# Aciculata
Gli Aciculata sono un ordine dei Polychaeta.

## Tassonomia
- Incertae sedis
  - Famiglia Aberrantidae
  - Famiglia Nerillidae
  - Famiglia Spintheridae
- Sottordine Eunicida
  - Famiglia Amphinomidae
  - Famiglia Diurodrilidae
  - Famiglia Dorvilleidae
  - Famiglia Eunicidae
  - Famiglia Euphrosinidae
  - Famiglia Hartmaniellidae
  - Famiglia Histriobdellidae
  - Famiglia Lumbrineridae
  - Famiglia Oenonidae
  - Famiglia Onuphidae
- Sottordine Phyllodocida
  - Famiglia Acoetidae
  - Famiglia Alciopidae
  - Famiglia Aphroditidae
  - Famiglia Chrysopetalidae
  - Famiglia Eulepethidae
  - Famiglia Glyceridae
  - Famiglia Goniadidae
  - Famiglia Hesionidae
  - Famiglia Ichthyotomidae
  - Famiglia Iospilidae
  - Famiglia Lacydoniidae
  - Famiglia Lopadorhynchidae
  - Famiglia Myzostomatidae
  - Famiglia Nautillienellidae
  - Famiglia Nephtyidae
  - Famiglia Nereididae
  - Famiglia Paralacydoniidae
  - Famiglia Pholoidae
  - Famiglia Phyllodocidae
  - Famiglia Pilargidae
  - Famiglia Pisionidae
  - Famiglia Polynoidae
  - Famiglia Pontodoridae
  - Famiglia Sigalionidae
  - Famiglia Sphaeodoridae
  - Famiglia Syllidae
  - Famiglia Typhloscolecidae
  - Famiglia Tomopteridae